# نايسه
نهر نايسه اللوساتي (بالإنجليزية: Lusatian Neisse)‏ (بالألمانية: Lausitzer Neiße) ((بالبولندية: Nysa Łużycka)) هو نهر يجري في أوروبا الوسطى في المنطقة الحدودية بين ألمانيا وبولندا ويبلغ طوله 252 كم.
ينبع نهر نايسه من جبال يزيرا في جمهورية التشيك ويصل إلى النقطة الحدودية الثلاثية مع ألمانيا وبولندا عند تسيتاو بعد 54 كم، ويمضي بعدها على طول 198 كم ليشكل الحدود البولندية الألمانية إلى أن يصب في نهر الأودر على الجهة اليسرى منه.
حسب اتفاقية بوتسدام سنة 1945 يشكل نهر الأودر مع فرعه نهر نايسه الحدود الشرقية لألمانيا مع بولندا فيما يعرف باسم خط أودر-نايسه.

## اقرأ أيضاً
- أودر